# Alfonso Cortijo
Alfonso Cortijo Cabrera (Jerez de la Frontera, 14 settembre 1966) è un allenatore di calcio ed ex calciatore spagnolo, di ruolo difensore, attuale tecnico del Chiclana Club de Fútbol.

## Carriera

### Giocatore
Disputò 274 partite nella Liga spagnola con le maglie di Cadice, Siviglia e Rayo Vallecano.
Fu convocato nella nazionale spagnola da Vicente Miera nel 1991, senza però esordire.

### Allenatore
Ha lavorato come vice di José Manuel González López nel campionato cinese e ha fatto alcune esperienze da allenatore nel campionato di Gibilterra.